# Área de protección de flora y fauna Maderas del Carmen
El Área de protección de flora y fauna Maderas del Carmen es un área protegida de 208,381 hectáreas en el área conocida como “Maderas del Carmen”, en los municipios de Múzquiz, Acuña y Ocampo, estado de Coahuila, México; que comprende la Sierra del Carmen y la Sierra el Jardín.
El 7 de noviembre de 1994, Maderas del Carmen; junto con el Cañón de Santa Elena fueron declarados Área de protección de flora y fauna por el entonces presidente Carlos Salinas de Gortari, a fin de preservar los ecosistemas, aprovechar sustentablemente sus recursos y propiciar su investigación. Cuando el Parque nacional Big Bend se constituyó en Texas en 1935, hubo esfuerzos en México para proteger el área del Cañón de Santa Elena y Maderas del Carmen, pero intereses políticos y económicos impidieron la creación de estas áreas protegidas. Esto cambió en la década de 1990 con la idea de crear un área protegida transfronteriza, aunque cada país tiene con su propio plan de manejo y no está permitido cruzar el Río Bravo.

## Biodiversidad
De acuerdo al Sistema Nacional de Información sobre Biodiversidad de la Comisión Nacional para el Conocimiento y Uso de la Biodiversidad (CONABIO) en el Área de Protección de Flora y Fauna Laguna Madre y Delta del Río Bravo habitan más de 1,400 especies de plantas y animales de las cuales 56 se encuentra dentro de alguna categoría de riesgo de la Norma Oficial Mexicana NOM-059  y 36 son exóticas,